# Patrick Phelan
Patrick Phelan PSS (* 1. Februar 1795 in Ballyragget, Irland; † 6. Juni 1857 in Kingston, Kanada) war ein irischer römisch-katholischer Ordensgeistlicher und  Erzbischof von Kingston.

## Leben
Patrick Phelan trat in die Gesellschaft apostolischen Lebens der Sulpizianer ein und empfing am 24. September 1825 das Sakrament der Priesterweihe.
Am 20. Februar 1843 wurde er zum Titularbischof von Carrhae und zum Koadjutorbischof von Kingston ernannt. Die Bischofsweihe spendete ihm am 20. August desselben Jahres in der Basilika Notre-Dame in Montreal der Bischof von Montréal, Ignace Bourget; Mitkonsekratoren waren der Bischof von Toronto, Michael Power, und der Koadjutorerzbischof von Québec, Pierre-Flavien Turgeon.
Am 18. Januar 1852 wurde Bischof Patrick Phelan auch zum Apostolischen Administrator des Bistums Kingston bestellt. Nach dem Tod von Rémi Gaulin am 8. Mai 1857 folgte er diesem als Bischof von Kingston nach. Er bekleidete das Amt bis zu seinem Tod am 6. Juni desselben Jahres.